# Красный, Сергей Хочекович
Сергей Хочекович Красный — советский хозяйственный, государственный и политический деятель.

## Биография
Родился в 1919 году в местечке Малый Ажык. Член ВКП(б).
С 1935 года — на хозяйственной, общественной и политической работе. В 1935—1980 гг. — секретарь ячейки ревсомола Буренского сумона, в райкоме ревсомола в Сарыг-Сепе, в рядах Тувинской народно-революционной и Советской армии, начальник отдела военного обучения Тувинского областного Совета Осоавиахима, старший инструктор облисполкома, председатель Барун-Хемчикского райисполкома, председатель Дзун-Хемчикского райисполкома, председатель исполкома Кызыльского городского Совета народных депутатов, секретарь Президиума Верховного Совета Тувинской АССР.
Избирался депутатом Верховного Совета РСФСР 6-го созыва.
Почётный гражданин Кызыла. Дочь — Надежда Сергеевна Красная (1947—2024) — известная певица.